# استان بولیوار، کوچوبامبا
استان بولیوار (به اسپانیایی: Provincia de Bolívar) یکی از استان‌های بولیوی در بولیوی است که در شهرستان کوچوبامبا واقع شده‌است. استان بولیوار ۴۱۳ کیلومتر مربع مساحت و ۸٬۶۳۵ نفر جمعیت دارد و ۴٬۰۰۰ متر بالاتر از سطح دریا واقع شده‌است.